# Ричленд (Техас)
Ричленд (англ. Richland) — місто (англ. town) в США, в окрузі Наварро штату Техас. Населення — 255 осіб (2020).

## Географія
Ричленд розташований за координатами 31°55′19″ пн. ш. 96°25′41″ зх. д. / 31.92194° пн. ш. 96.42806° зх. д. (31.921832, -96.428125).  За даними Бюро перепису населення США в 2010 році місто мало площу 2,76 км², з яких 2,73 км² — суходіл та 0,02 км² — водойми. В 2017 році площа становила 3,93 км², з яких 3,91 км² — суходіл та 0,03 км² — водойми.

## Демографія
Згідно з переписом 2010 року, у місті мешкали 264 особи в 113 домогосподарствах у складі 76 родин. Густота населення становила 96 осіб/км².  Було 143 помешкання (52/км²).
Расовий склад населення:
| - 89,0 % — білих - 4,5 % — чорних або афроамериканців - 1,1 % — корінних американців - 0,4 % — азіатів - 3,8 % — осіб інших рас |

До двох чи більше рас належало 1,1 %. Частка іспаномовних становила 7,6 % від усіх жителів.
За віковим діапазоном населення розподілялося таким чином: 17,8 % — особи молодші 18 років, 64,8 % — особи у віці 18—64 років, 17,4 % — особи у віці 65 років та старші. Медіана віку мешканця становила 46,4 року. На 100 осіб жіночої статі у місті припадало 116,4 чоловіків;  на 100 жінок у віці від 18 років та старших — 112,7 чоловіків також старших 18 років.
Середній дохід на одне домашнє господарство  становив 38 626 доларів США (медіана — 27 321), а середній дохід на одну сім'ю — 47 025 доларів (медіана — 30 938). За межею бідності перебувало 32,0 % осіб, у тому числі 35,0 % дітей у віці до 18 років та 2,3 % осіб у віці 65 років та старших.
Цивільне працевлаштоване населення становило 80 осіб. Основні галузі зайнятості: будівництво — 16,3 %, оптова торгівля — 13,8 %, освіта, охорона здоров'я та соціальна допомога — 13,8 %.